# Alameda Shop&Spot
Le Alameda Shop&Spot est un centre commercial appartenant au groupe Deutsche Asset Management situé dans la ville de Porto, (quartier das Antas) se trouvant face au Estádio do Dragão, le stade du FC Porto dans le quartier des Antas au nord-est de la ville.
Le centre commercial possède 129 boutiques dont Lacoste, Pepe Jeans, G-Star, Pull and Bear, Levi's, Foot Locker, Vodafone, etc.   7 salles de cinémas Lusomundo, une trentaine de restaurants (KFC, Burger King, Pizza Hut) un espace lecture mais aussi une galerie d'art et 2 152 places de parkings dans une surface brut de 39 000 m².